# Great Islets Harbour
Great Islets Harbour is een baai in de Canadese provincie Newfoundland en Labrador. De baai bevindt zich in een afgelegen gebied in het uiterste noorden van het eiland Newfoundland. Van de 18e eeuw tot halverwege de 20e eeuw bevond er zich aan de natuurlijke haven een vissersnederzetting.

## Geografie
De baai ligt aan de oostkust van het Great Northern Peninsula van Newfoundland, op 3 km ten zuiden van de toegang tot Hare Bay. Ze ligt ruim 6 km ten noorden van Grandois, de dichtstbij gelegen nederzetting, en zo'n 2 km ten noorden van de veel kleinere natuurlijke haven Great Buse Bay. De Fischoteilanden bevinden zich direct ten noordoosten van de toegang tot de baai. 
De baai heeft een maximale breedte van 2 km en reikt ook meer dan 2 km ver in het binnenland, grotendeels via haar smalle zijarm. Great Islets Harbour heeft, zoals de naam doet vermoeden, een aantal eilanden, al liggen er vooral eilanden bij de toegang van de baai. Aan de westzijde liggen twee opmerkelijke heuvels, namelijk Great Buse en Little Buse.

## Vogels
De wateren en eilanden van en rond Great Islets Harbour bieden in het broedseizoen een thuis aan verschillende zeevogelsoorten. Het betreft met name sterns, Amerikaanse zilvermeeuwen, grote mantelmeeuwen, ringsnavelmeeuwen en aalscholvers.

## Geschiedenis
De natuurlijke haven maakte deel uit van de Petit Nord, het noordelijke gedeelte van de zogenaamde Franse kust van Newfoundland. Langs dat deel van de Newfoundlandse kust had Frankrijk eeuwenlang visserij- en visverwerkingsrechten. In de 18e eeuw stond de baai bekend als Les Grandes Ilettes en hadden de Fransen er een kleine, seizoensgebonden visserijnederzetting uitgebouwd. De eerste Franse telling waar gewag wordt gemaakt van de baai stamt uit 1784 en geeft aan dat er 26 vissersboten vanuit het haventje actief waren. Ook in 1821 waren er 26 boten actief vanuit Les Grandes Ilettes.
In het visseizoen van 1802 was de natuurlijke haven de uitvalsbasis van drie zeeschepen uit de Normandische stad Granville en van de 100 ermee meegereisde Franse vissers. Toen stond de nederzetting aldaar het voor het eerst bekend als Zealot, vermoedelijk een verbastering van islet (of îlettes). In het jaar 1872 waren er nog vijftien Franse vissersboten actief vanuit het haventje. In de loop van de jaren 1870 hielden ze vermoedelijk definitief op met erheen te komen. De plaats geraakte daarna in zwang als tijdelijke uitvalsbasis voor Engelstalige vissers gevestigd aan de kusten van Conception Bay en van Fogo Island.
Er waren in die tijd reeds enkele Engelstalige permanente inwoners, vermoedelijk grotendeels afstammelingen van James Davis, een man die reeds vanaf 1839 als gardien de Franse bezittingen bewaakte buiten het visseizoen. In 1874 waren er 19 permanente inwoners, het hoogste aantal ooit. De permanente bevolkingsomvang daalde echter geleidelijk aan. In 1891 was het inwoneraantal gedaald naar 11. In 1911, de laatste telling waarin de plaats vermeld werd, woonden er te Sealet nog vier personen. De plaats hield kort erna op te bestaan als woonplaats.
In de decennia erna werd Great Islets Harbour wel nog gebruikt als locatie voor beperkte visverwerkende activiteiten, zeker tot een eind in de jaren 1930. De kleinschalige, niet-permanente nederzetting stond in die periode bekend als Whites Arm. Na bijna een eeuw verlaten geweest te zijn, zijn er in de vroege 21e eeuw vrijwel geen zichtbare sporen van menselijke aanwezigheid meer overgebleven aan de oevers van de baai.